# Джон Чарлз Полані
Джон Чарлз Полані (англ. John Charles Polanyi; нар. 23 січня 1929  року, Берлін, Німеччина) — канадський хімік угорського походження, син відомого британського хіміка і філософа Майкла Полані, лауреат Нобелівської премії з хімії 1986 року «за внесок в розвиток досліджень динаміки елементарних хімічних процесів», яку він розділив з Лі Яном і Дадлі Хершбахом.

## Життєпис та наукова праця
Джон Полані народився 23 січня 1929 в Берліні. Батько — відомий хімік Майкл Полані, мати — Магда Елізабет Полані. У 1933 році родина переїхала з Німеччини до Англії, в Манчестер, де його батько став професором хімії Манчестерського університету. Джон Полані закінчив Манчестерський університет в 1949 році, а в 1952 році там же захистив дисертацію з хімії. У 1952—1954 роках працював у Державному науково-дослідному раді Канади в Оттаві, в тому числі в лабораторії майбутнього Нобелівського лауреата (1971 року) Герхарда Герцберга, де зібрав спектроскопічну установку для перевірки коливального й обертального збудження в молекулах йоду. У 1954—1956 роках стажувався в Принстонському університеті. У 1956 році став викладачем університету Торонто, а в 1962 — професором.
Полані розробив метод інфрачервоної хемілюмінесценції для вивчення динаміки хімічних процесів. У 1986 році отримав Нобелівську премію з хімії «за внесок в розвиток досліджень динаміки елементарних хімічних процесів».